# Neue Rundschau

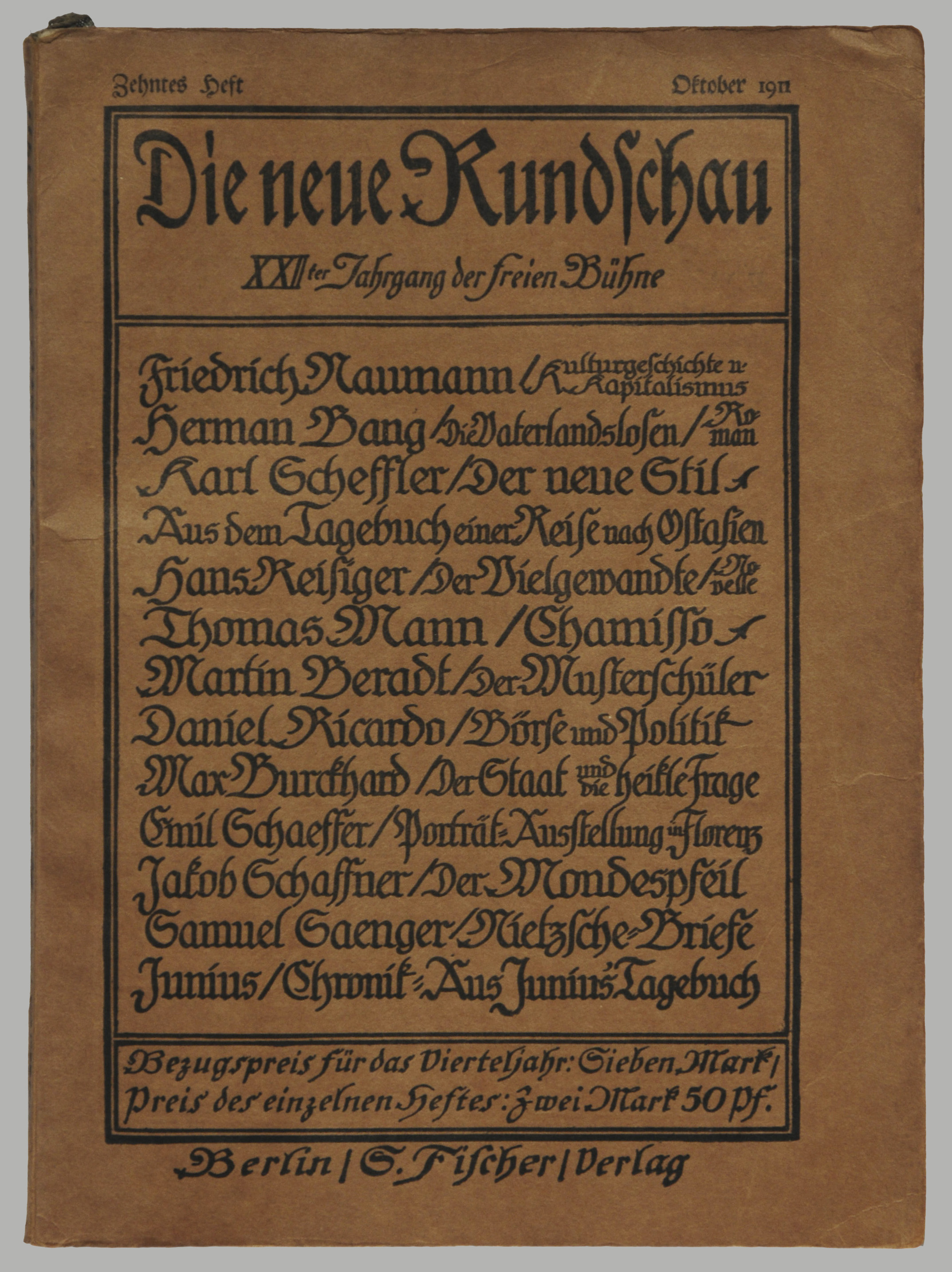
Utgåva av Neue Rundschau 1911

Neue Rundschau är en tysk kulturtidskrift som ursprungligen utgavs av S. Fischer Verlag för första gången 1890, på initiativ av Otto Brahm och Samuel Fischer. Därmed är den en av Europas äldsta kulturtidskrifter.
Neue Rundschau utgick ur den 1889 grundade naturalistiska tidskriften Freie Bühne für modernes Leben och hette från början Neue deutsche Rundschau, men fick namnet Die Neue Rundschau 1903.
Många litterära verk har publicerats genom Neue Rundschau, bland annat verk av Thomas Mann.